# Tramp

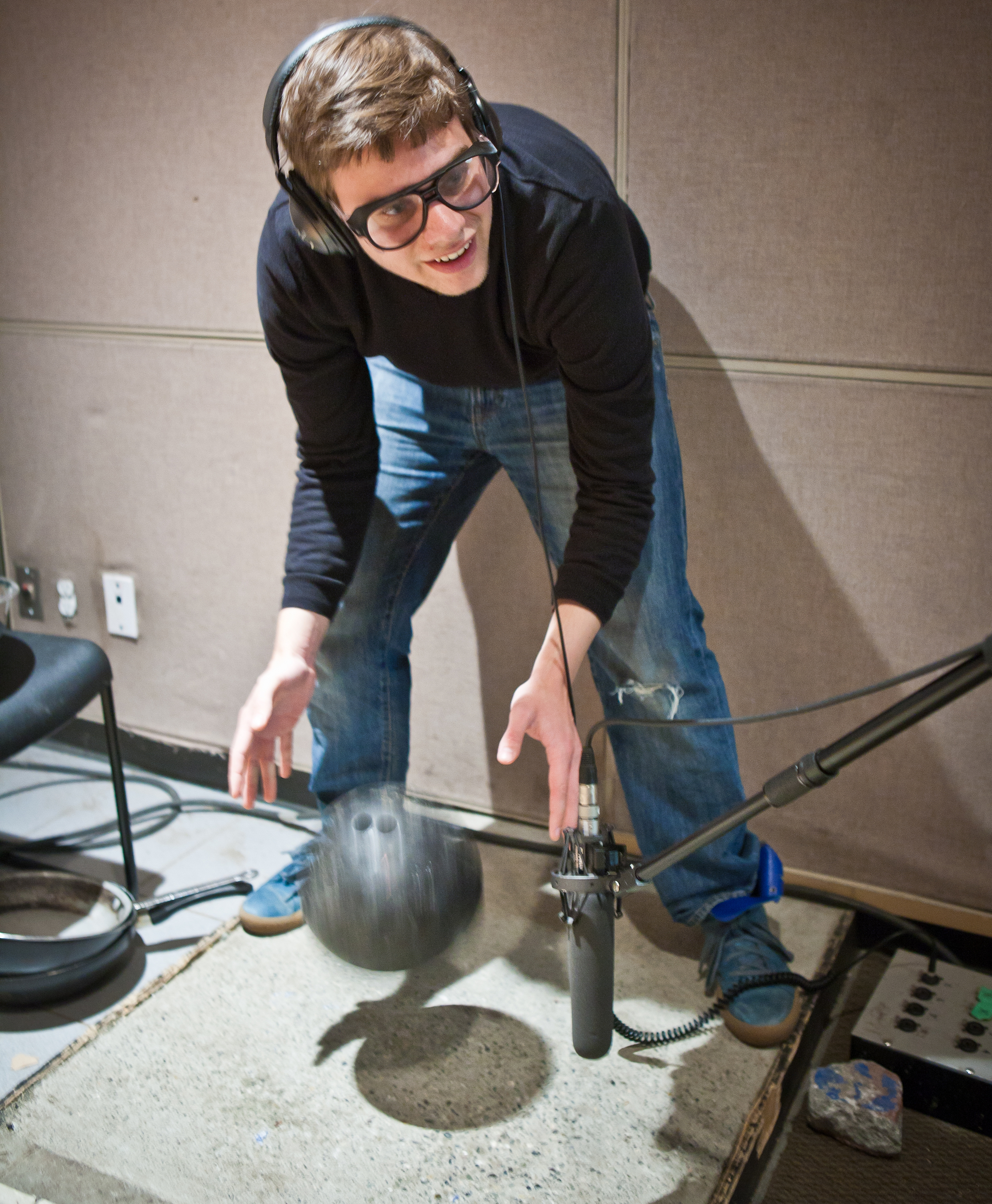
Synkroniserad ljudupptagning.

Tramp eller foley är filmljud som läggs på efter filminspelningen men spelas in synkroniserat med filmen. Normalt är det vardagliga ljud, till exempel ljudet av fotsteg som trampar på olika material. Andra ljud kan vara rörelseljud, kläder som frasar eller cigaretter som glöder och inhaleras. Det finns ingen självklar gräns mellan tramp och ljudeffekter annat än att trampljud skapas och spelas in i realtid, synkroniserat med filmen. Om filmsekvensen visar en person som går på en asfaltstrottoar, in på en grusgång och ut på en gräsmatta spelar ljudinspelaren, trampkonstnären, in skapade ljud av sekvensen samtidigt som filmen spelas upp för att få rätt tajmning. Trampkonstnären använder ofta vardagliga föremål och kan till exempel ha en platta med något hårt för asfalten, en låda med grus för grusgången och ett tyg för gräsmattan. Med skor på fötterna eller händerna kan trampkonstnären sedan trampa i takt med skeendet på filmen.
Det engelska ordet foley, som även lånats in till svenskan, är givet efter Jack Foley som var en amerikansk filmpionjär och som arbetade med att lägga till ljud för Universal Studios från ljudfilmens början och fram till 1960-talet.